# Verteuil-sur-Charente
Verteuil-sur-Charente település Franciaországban, Charente megyében. Lakosainak száma 588 fő (2022. január 1.). Verteuil-sur-Charente Barro, Chenon, Lonnes, Nanteuil-en-Vallée, Poursac, Saint-Georges, Salles-de-Villefagnan és Courcôme községekkel határos.

## Népesség
A település népessége az elmúlt években az alábbi módon változott:
| Lakosok száma | 802  | 770  | 714  | 717  | 614  | 643  | 658  | 620  | 603  | 588  |
|               | 1968 | 1982 | 1990 | 2006 | 2013 | 2015 | 2017 | 2019 | 2020 | 2022 |